# Лахас (Порторико)
Лахас (шп. Lajas) је општина у америчкој острвској територији Порторико, острвској држави Кариба.

## Демографија
По попису из 2010. године број становника је 25.753, што је 508 (-1,9%) становника мање него 2000. године.
| Група             | 2000.          | 2010.          |
| Белци             | 162 (0,6%)     | 147 (0,6%)     |
| Афроамериканци    | 769 (2,9%)     | 1.349 (5,2%)   |
| Азијати           | 23 (0,1%)      | 23 (0,1%)      |
| Хиспаноамериканци | 26.053 (99,2%) | 25.578 (99,3%) |
| Укупно            | 26.261         | 25.753         |